# Сайид Али
Сайи́д Али́  — 41-й имам касим-шахской ветви низаритской общины исмаилитов.
Сайид Али наследовал своему отцу шаху Низару II, когда последний умер в сентябре 1722 года. Как и его отец, он проживал в Кахаке в центральной Персии, где и умер в 1754 году.
Он был похоронен в мавзолее своего отца в Кахаке; его могила расположена в самой большой из камер мавзолея. Ему наследовал его сын Сайид Хасан Али.